# The Matrixx
The Matrixx, иногда «Матрица» (также «Глеб Самойлоff & The MATRIXX», «Глеб Самойлов & The Matrixx», «Глеб Самойлов - Агата Кристи») — российская рок-группа. Создана в начале 2010 года после распада групп «Агата Кристи» и «НАИВ» частью музыкантов их последнего состава: Глебом Самойловым, Дмитрием Хакимовым, Константином Бекревым и Валерием Аркадиным для воплощения творческих идей Глеба Самойлова.

## История группы

### 2010-е годы
В начале 2010 года бывший фронтмен и автор песен группы «Агата Кристи» Глеб Самойлов вместе с барабанщиком Дмитрием Хакимовым («НАИВ») и клавишником Константином Бекревым (экс-участник группы «Мир Огня»), входившими в последний состав «Агаты Кристи», и присоединившимся к ним гитаристом «НАИВа» Валерием Аркадиным создали группу «Глеб Самойлоff & The Matrixx».
Первой композицией The Matrixx стала песня «Никто не выжил», вышедшая 12 марта 2010 года на «Нашем Радио». Эта дата стала официальным днём рождения группы и традиционно отмечается юбилейным концертом.
Летом 2013 года название «Глеб Самойлоff & The Matrixx» было сокращено до The Matrixx.

Состав группы оставался неизменным до марта 2016 года, когда Константина Бекрева сменила Станислава Матвеева (экс-участница группы 5diez).

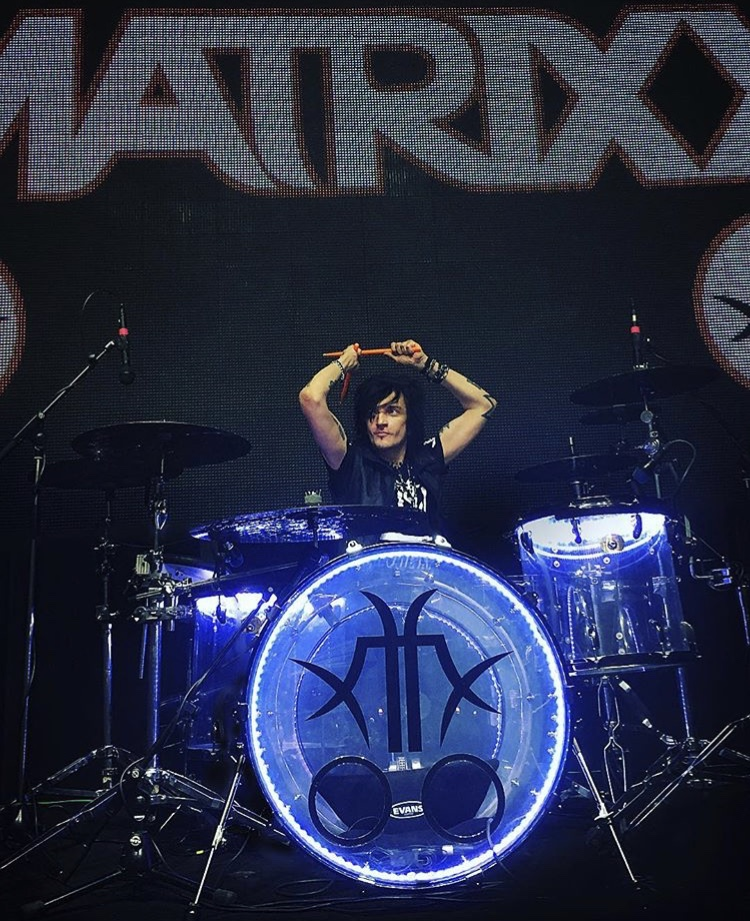
Дмитрий Snake Хакимов, бессменный ударник и директор группы

Работа над записью дебютного альбома «Прекрасное жестоко» началась в феврале и длилась до августа 2010 года, параллельно группа вела активную концертную деятельность.
Первый тур The Matrixx был открыт 20 апреля концертом в Ижевске. В программу вошли новые песни и композиции с сольного альбома Глеба Самойлова «Маленький Фриц», записанного в 1990 году. Музыканты в этом туре не получали гонорара за выступления, их целью было познакомить публику с новой, непривычной музыкой группы. Большую часть аудитории вначале составляли поклонники «Агаты Кристи», а на концертах не прозвучало ни одной её песни, многие были заранее разочарованы.
С 9 июня клип «Никто не выжил», снятый режиссёром Валерией Гай-Германикой, был в ротации на музыкальных телеканалах.
Весной-летом группа приняла участие в рок-фестивалях «Наши в городе», «Торнадо», «Пурга» и других.
В октябре состоялась премьера видеоклипа на песню «Любовью».
Концертами-презентациями 20 ноября в Москве и 21 ноября в Санкт-Петербурге начался большой тур в поддержку альбома, выступления группы прошли в Новокузнецке, Кемерово, Томске, Новосибирске, Барнауле, Санкт-Петербурге, Казани, Архангельске, Киеве, Донецке, Виннице, Краснодаре, Минске, Челябинске, Перми, Екатеринбурге, Измаиле, Рязани, Ярославле.
В конце 2010 года The Matrixx стали первыми в номинации «Лучшая альтернативная группа страны» по итогам «Звуковой дорожки» газеты «Московский комсомолец».
В январе 2011 года группа приступила к работе над альбомом «Треш» на студии «Dreamport». Песни «Мы под огнём» и «Космобомбы» исполнялись на концертах ещё до выхода альбома. Первая была сделана для «Прекрасного жестоко», но в альбом в итоге не вошла, вторая, с сольного альбома Глеба Самойлова «Сви100пляска», была перезаписана для «Треша» в новой аранжировке.
В феврале для альбома был записан давно планировавшийся дуэт с лидером питерской группы «Последние танки в Париже» Алексеем Никоновым. Совместно написанная песня получила название «Делайте бомбы». Весь процесс работы был снят на видео и появился в качестве нового видеоклипа группы.
1 апреля музыканты The Matrixx участвовали в передаче «Музыкальный ринг» на телеканале НТВ, где их «соперниками» стала группа «Ранетки». В том же месяце был записан трек «Опасность», попавший в ротацию на «Нашем радио» и на несколько месяцев вошедший в хит-парад «Чартова дюжина».
15 мая в Санкт-Петербурге прошла съёмка концерта для лимитированного издания альбома «Треш».
Группа принимала участие в музыкальном марафоне «Рок за роком» на Украине и в июле выступила на крупнейшем рок-фестивале страны «Нашествие». В августе работа над альбомом была завершена.

26 сентября, в день рождения Ильи Кормильцева, оказавшего в своё время большое влияние на мировоззрение лидера группы, состоялся релиз альбома. Шестнадцать песен «Треша» были выставлены группой для свободного скачивания на портале легальной музыки ThankYou.ru. Тур в поддержку альбома «Треш» начался 23 сентября. Концерты прошли в Сибири, на Урале, в Белоруссии. 28 сентября состоялась посвящённая альбому пресс-конференция в Киеве.

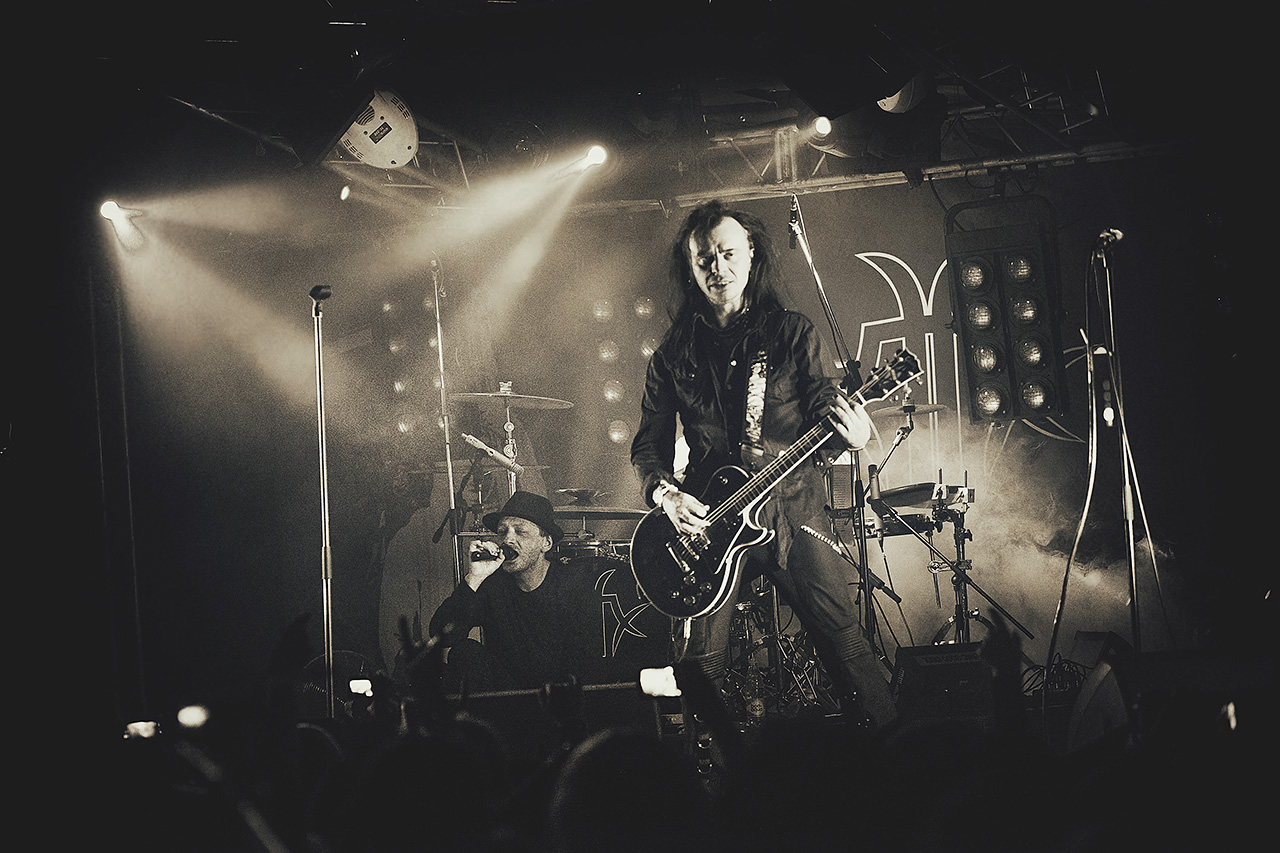
Валерий Аркадин, гитарист группы The Matrixx

28 октября «Наше Радио» начала трансляции песни «Космос», занявшей второе место в хит-параде «Чартова Дюжина».
Реакция на второй альбом группы была даже более противоречивой, чем на первый, от резко отрицательной до хвалебной.
8 января 2012 года группа дала концерт в «Зале Ожидания» (Санкт-Петербург), и там же 17 марта прошёл концерт в честь дня рождения группы.
19 февраля Глеб Самойлов принял участие в телемарафоне «Свобода Выбора» на телеканале «Дождь» и исполнил песни из репертуара группы: «Детство моё», «Никто не выжил» и «Жить всегда».
25 мая в клубе «Москва» был представлен видеоклип на песню «Космос» с вышедшего осенью 2011 года альбома «Треш».
12 июня The Matrixx приняла участие в концертной программе после митинга на проспекте академика Сахарова.
4 и 5 августа в московском клубе «Б2» и питерском «Зале Ожидания» прошли традиционные концерты в честь дня рождения Глеба.
3 ноября — концерт в «Лайв-мьюзик-холл» (Москва), где, в числе прочего, был представлен кавер на песню «Старик Козлодоев» (с разрешения автора).
22 декабря — премьера видеоклипа на песню «Мы под огнем» из альбома «Треш».
3 февраля 2013 года группа стала хэдлайнером фестиваля Great Live Music в Гоа (Индия). 20 января на концерте в честь дня рождения Дмитрия Хакимова в московском клубе «Б2» была представлена песня «Новогоднее обращение».

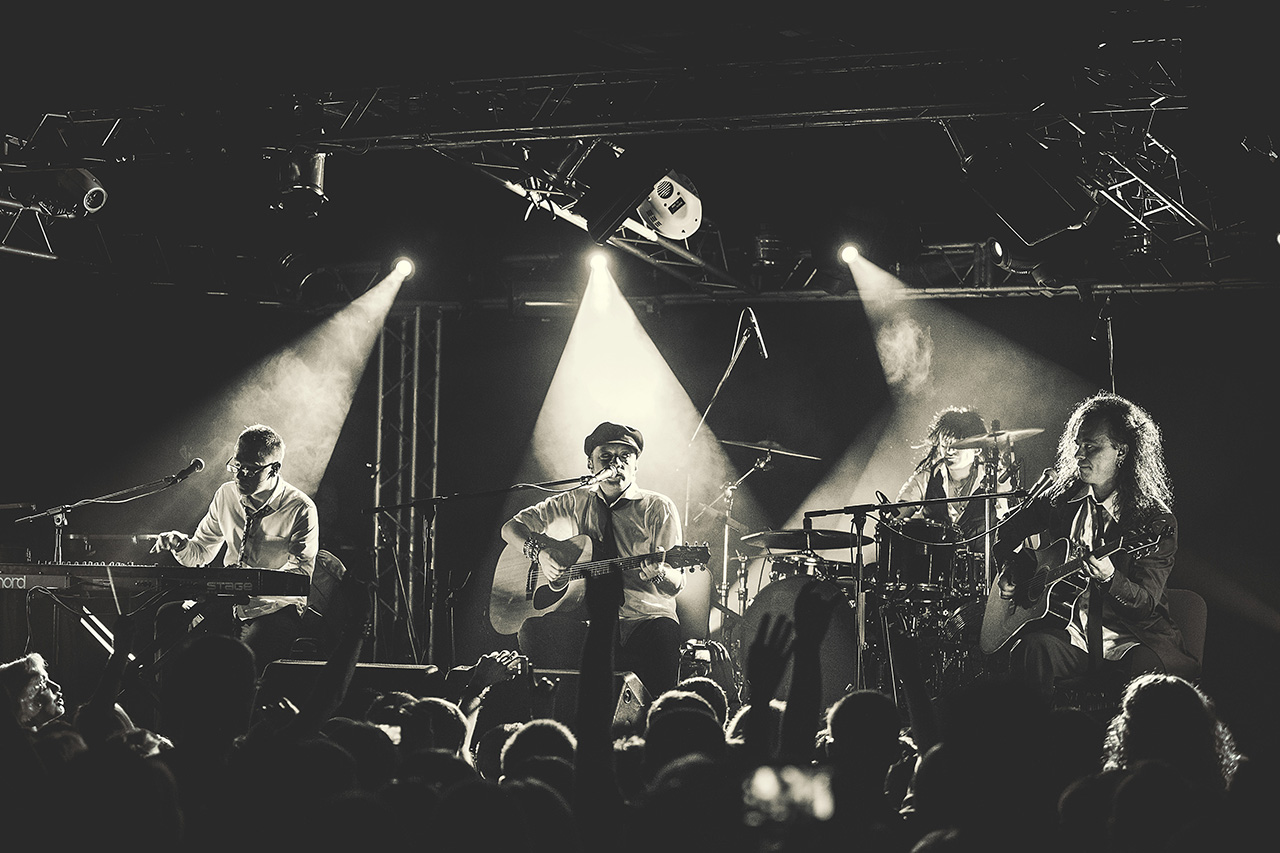
Группа на концерте, 2013 год

8 марта в клубе «Москва» The Matrixx отпраздновала свой третий день рождения. В течение почти 3,5-часового концерта были исполнены все песни из репертуара группы, выступали и гости — Михаил Козырев, Вася Обломов, Лусинэ Геворкян, Катя Гордон, Блондинка КсЮ, Алексей Могилевский.
25 апреля на радиостанции «Наше Радио» состоялась презентация песни «Москва-река» . 1 июля группа объявила конкурс на лучший видеоклип к песне «Романтика». Победителя огласили 1 сентября, и им стал Сергей Люлин. Видеоклип был доработан и добавлен в официальную видеографию группы. 5 июля на «iTunes» появился первый сингл с готовящегося к выходу альбома «Живые но мёртвые» с песнями «Романтика» и «Москва-река», а 18 сентября — второй, «Живые и мёртвые».
1 октября был выпущен третий альбом The Matrixx под названием «Живые но мёртвые».
Московская презентация альбома состоялась 26 октября в концертном зале «Известия Hall».
26 декабря музыканты группы сыграли акустический концерт с участием Алексея Могилевского.

### 2014 год
8 января 2014 года группа дала большой новогодний концерт в клубе «Зал Ожидания». Концерт стал продолжением тура в поддержку нового альбома. Музыканты по мнению критиков были в отличной форме, а поклонники продемонстрировали артистам собственные флешмобы.
В апреле группа закончила съёмки нового видеоклипа на песню «Космический десант» с альбома «Живые но мёртвые». «Космический десант» стал саундтреком к полнометражному фильму «Школьный стрелок», снятому по мотивам произведения Стивена Кинга «Ярость». В клип, помимо съёмок самих музыкантов, вплетена сюжетная линия фильма. Съёмки проходили на территории московского «Колледжа предпринимательства № 11», в них участвовали актёры содружества выпускников и студентов ГИТИСа и ВГИКа, а также сотрудники подразделения ОМОН. Режиссёрами клипа стали Вадим и Екатерина Шатровы.
30 мая в Театре Эстрады в Москве прошли съёмки акустического концерта Глеба Самойлова и Константина Бекрева. Артисты блистали в разговорном жанре — песни казались скорее дополнением к ответам на вопросы. Помимо песен из репертуара групп The Matrixx, «Агата Кристи» и сольных альбомов Глеба, звучали песни Александра Вертинского, исполнявшиеся раньше в рамках совместного с Александром Скляром проекта «Ракель Меллер». DVD с записью концерта вышел 1 октября и был включён в лимитированное издание альбома Light .
4 августа The Matrixx отметила день рождения своего лидера концертом в Москве.
8 августа была представлена новая песня «Живой» с альбома Light. Одновременно с треком был показан и видеоклип (реж. Евгений Левкович).
16 августа альбом «Живые но мёртвые» был выпущен и на виниле с трек-листом, аналогичным обычному изданию на CD. По разным причинам дата релиза сдвигалась, он должен был состояться ещё в октябре 2013 года.
18 сентября в сети появилась совместная песня The Matrixx и Линды — «Добрая песня». С идеей записи совместного трека к Тhе Matrixx обратилась сама Линда, и специально для этого дуэта Глеб Самойлов написал «Добрую песню». Звукорежиссёром записи и сведения стал Константин Бекрев, мастеринг делался на студии StudioPros.
28 сентября Глеб Самойлов в качестве хэдлайнера фестиваля «На вершине Тенгри», организованного национальной радиостанцией Казахстана Tengri FM, познакомил казахских слушателей с репертуаром группы.

16 октября в Санкт-Петербурге в клубе «Зал Ожидания» и 24 октября в ГЛАВCLUBе в Москве состоялись презентации акустического альбома Light, выпущенного 20 октября компанией «СОЮЗ». Деньги на альбом были собраны с помощью краудфаундинга.

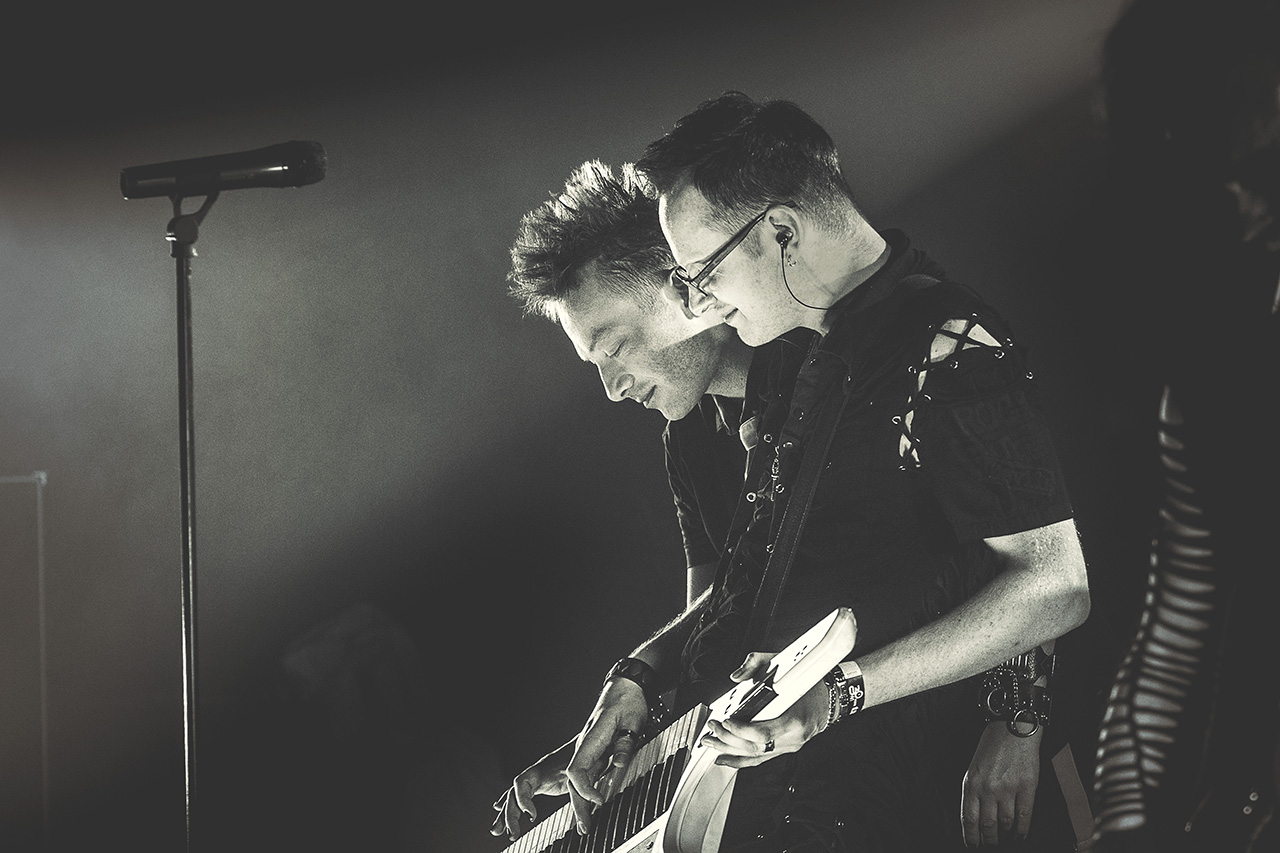
Глеб Самойлов и Константин Бекрев, 2014

В ноябре-декабре Глеб Самойлов и Константин Бекрев выступали с серией творческих вечеров в различных городах бывшего СССР — Саратове, Караганде, Астане, Риге, Таллине, Новороссийске, Екатеринбурге и других. Программа творческих вечеров состояла из песен альбома Light, композиций с других альбомов группы, стихов Глеба, песен Александра Вертинского и ответов на вопросы слушателей.
12 декабря группа стала хэдлайнером международного фестиваля альтернативной электронной и готической музыки SYNTHETIC SNOW.
31 декабря состоялась премьера клипа режиссёра Дмитрия Звягина на записанную совместно с Линдой «Добрую песню».

### 2015 и 2016 годы
В начале 2015 года группа выступила на фестивале «Старый новый рок», продолжались акустические программы ,
В апреле вышел сингл «Свиньи на Луне», а 14 мая — альбом «Резня в Асбесте». Тогда же состоялась посвящённая альбому пресс-конференция The Matrixx.
В период создания альбома было написано более тридцати композиций, однако десять из них не были включены в конечный вариант, поскольку не подходили к его смысловой тематике — «о жизни, смерти, любви и войне».

Ну, это юмор такой. Не в прямом же смысле резня. Резня идёт у меня внутри — между Асбестом и всем тем, что было со мной после детства.— Глеб Самойлов, интервью журналу JULIA & WINSTON 
В мае группа приняла участие в фестивале «Воздух» и отправилась в турне, посвящённое выходу нового альбома и пятилетию группы, однако некоторые концерты были отменены из-за болезни фронтмена.
29 мая в столичном клубе RED и 5 июня в петербургском клубе «Космонавт» прошли концерты-презентации альбома, совмещённые с празднованием пятилетнего юбилея группы.
4 и 5 августа прошли посвящённые 45-му дню рождения Глеба Самойлова концерты в Санкт-Петербурге и Москве.
23 августа группа The Matrixx стала хэдлайнером на фестивале «Рязанские каникулы».
Осенью группа продолжила турне в честь пятилетия группы и выхода нового альбома. Концерты в рамках тура "Резня в Асбесте" прошли на Урале, в Белоруссии и на Украине.
3 декабря Глеб Самойлов при участии Константина Бекрева отпраздновал свое 45-летие большим творческим вечером в Москве в Театре Эстрады.

С этого года The Matrixx начали включать в свой сет-лист композиции, написанные Глебом Самойловым для «Агаты Кристи».

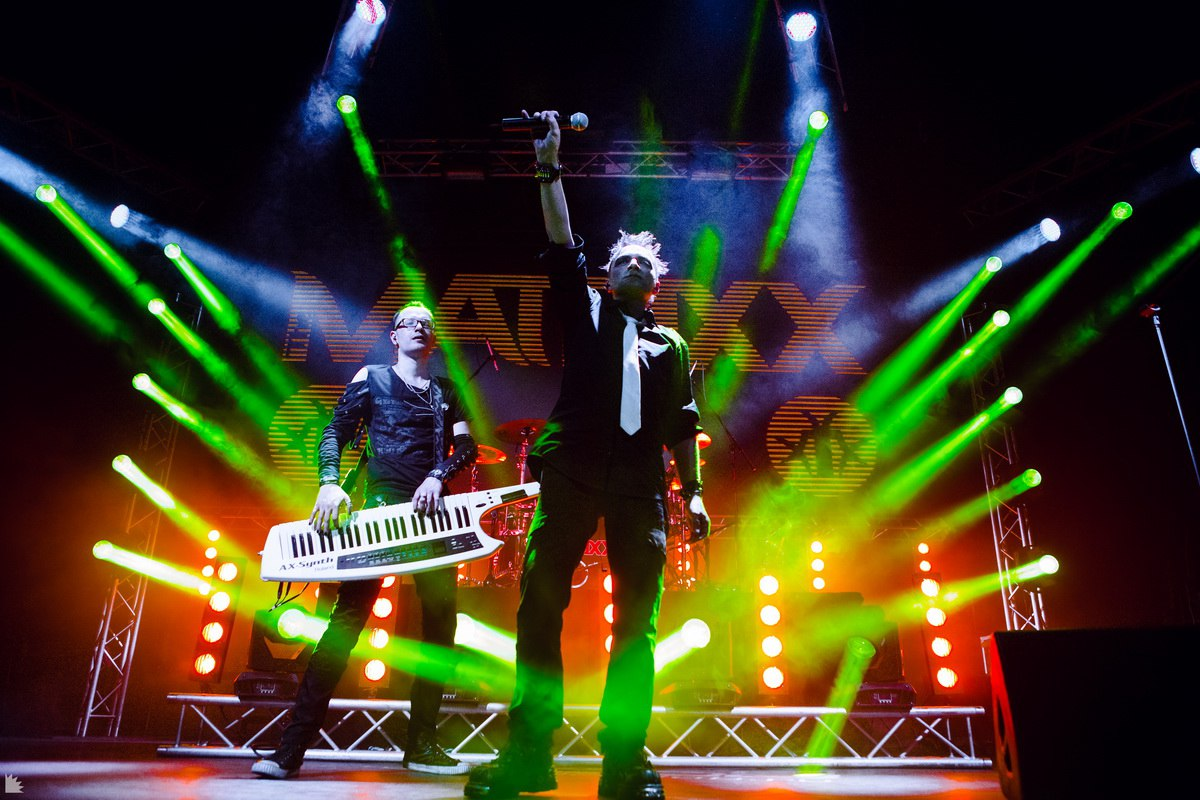
Глеб Самойлов и Константин Бекрев, 2015

В феврале 2016 года The Matrixx отметили шестилетие группы в клубе Ray Just Arena и совместно с группой «НАИВ» отыграли тур по городам Северной Америки.
В марте Константин Бекрев ушёл в проект Григория Лепса, и его сменила Станислава Матвеева, бывшая участница альтернативной группы 5diez Сотрудничество Константина Бекрева и The Matrixx, тем не менее, продолжилось, уже 25 марта Глеб Самойлов и Константин Бекрев играли совместный акустический концерт с участием струнного трио, впоследствии Бекрев помогал группе и с записью альбома «Здравствуй».
В апреле группа снималась в передачах «Квартирник у Маргулиса» (съёмка проходила для канала "Че", однако премьера выпуска состоялась только 29 июля 2018 года на канале НТВ) и «Соль» (в эфир передача вышла в конце июня 2016 года), в мае приняла участие в съемках телепрограммы «Вечерний Ургант» и проекта «Воздух» на Нашем радио.
Летом The Matrixx выступили на фестивалях «Нашествие», «Брат-2» и отыграли традиционные концерты 4 и 6 августа.
В сентябре начался большой гастрольный тур по городам России и Украины с программой «The Best».
В октябре была записана песня «Бриллиантовые дороги» и совместно с Владимиром Елистратовым (группа «Голова Муэссы») ещё одна, под названием «Параллельные линии» для проекта «Иллюминатор», посвящённого памяти и творчеству Ильи Кормильцева .
3 ноября группа впервые за свою историю представила концертную программу в сопровождении симфонического оркестра. Вместе с музыкантами на сцене ДК Ленсовета в Санкт-Петербурге сыграл IP Orchestra под руководством дирижёра Кирилла Уманского. Подготовка программы заняла несколько недель. 9 ноября группа выступила в московском зале «Крокус сити холл» совместно с оркестром «Глобалис».

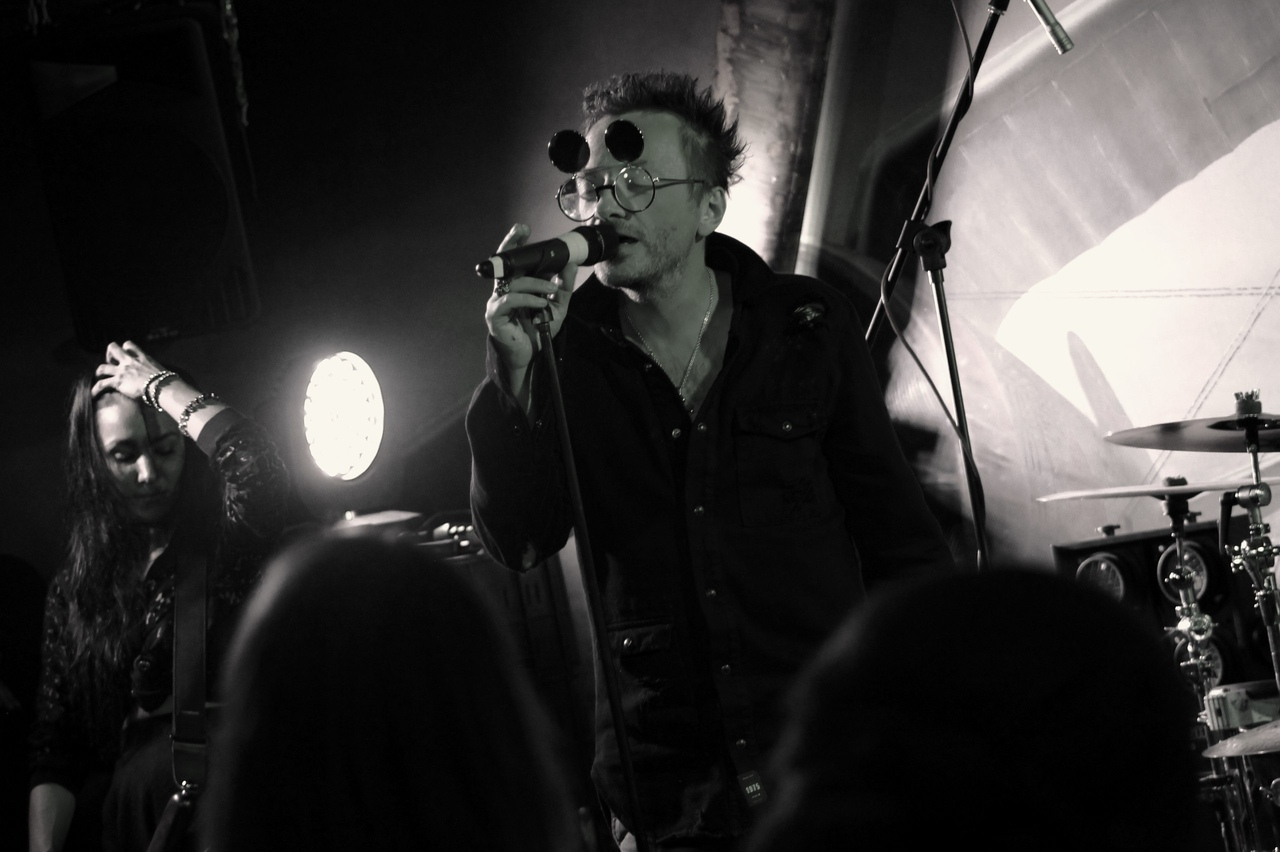
Глеб Самойлов и Станислава Матвеева, 2016

### 2017 и 2018 годы
Весь 2017 год группа гастролировала по России и Украине, выступала в Чехии и Германии, посещала фестивали, давала электрические и симфо-концерты в клубах и крупных залах Москвы, Санкт-Петербурга.
15 марта в хит-параде «Чартова дюжина» состоялась премьера сингла «Субкоманданте Маркос», заявленного как вещь из нового альбома, но в итоге в альбом не вошедшего.
29 марта Глеб Самойлов и The Matrixx приняли участие в благотворительном рок-фестивале «Разные Люди. Рок-музыканты помогают детям», посвященном памяти Елизаветы Глинки.
25 апреля в Харькове и 28 апреля в Киеве прошли выступления группы с харьковским молодёжным академическим симфоническим оркестром «Слобожанский».

Это был даже скорее не концерт, а какой-то очень крутой замес сразу нескольких жанров и направлений, когда идёт смешение симфонического оркестра, рок-культуры, театральной эстетики. Это было утонченное бунтарство, изящная игра, призыв к свободомыслию, разрушение стереотипов, своеобразный вызов зрителя на диалог.— Катрин Брайт,«ИМХО», 3 мая 2017 года

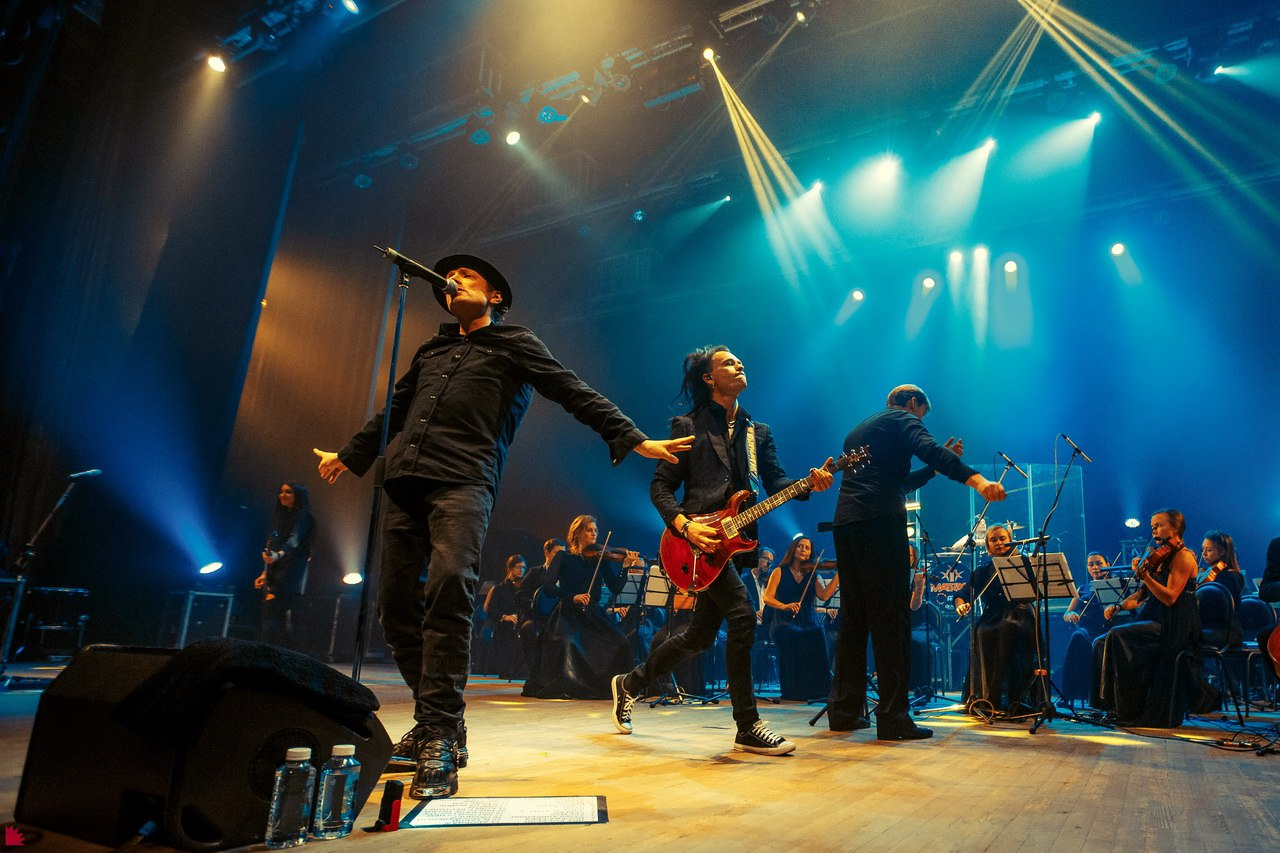
Глеб Самойлов и Валерий Аркадин, концерт The Matrixx с симфоническим оркестром, 2017

4 и 5 августа в Москве и Петербурге прошли концерты в честь дня рождения Глеба.
Сингл «Звезда» был выпущен 4 сентября. 5 сентября состоялась премьера клипа к нему. 27 октября The Matrixx выступила на сцене ККТ «Космос» в городе Екатеринбург. Аккомпанировал группе большой симфонический оркестр Екатеринбурга.

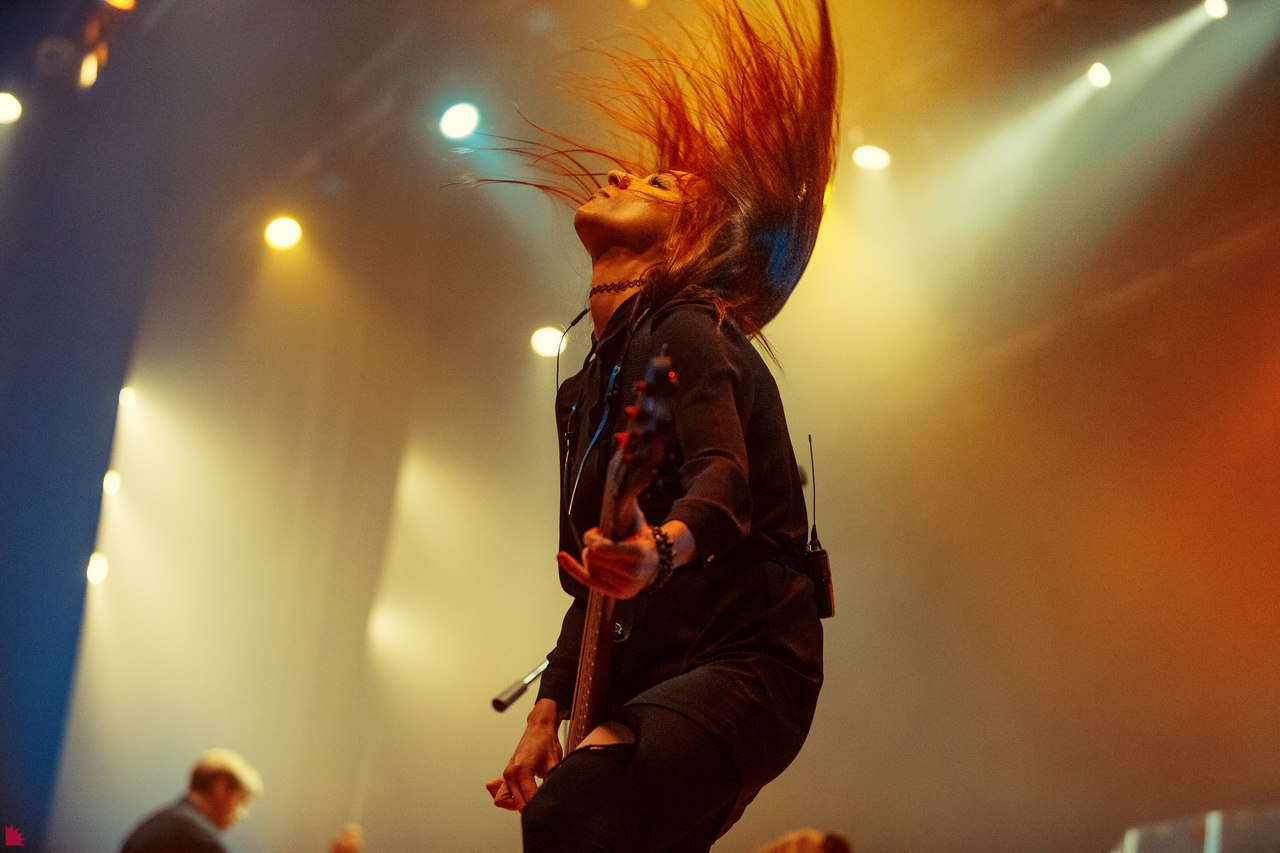
Станислава Матвеева, 2017

17 ноября состоялся релиз шестого студийного альбома «Здравствуй». Официально концертный тур в поддержку «Здравствуй» стартовал ещё до релиза альбома, столичная презентация прошла 16 декабря.
В декабре должен был начаться второй за год украинский тур группы, но Дмитрию Хакимову и Валерию Аркадину был запрещён въезд на Украину. Глеб Самойлов и Станислава Матвеева отыграли тур вдвоём.
В первой половине 2018 года группа дала серию выступлений с живыми версиями песен альбома «Здравствуй», других альбомов The Matrixx и песен, написанных Глебом для «Агаты Кристи». 24 мая на канале Megogo состоялась трансляция концерта, прошедшего в клубе «16 тонн». На концерте были исполнены все песни альбома «Здравствуй» и бонусом — композиции «Шайтан», «Всё знать», «Разрыв», «Djd».
27 мая группа приняла участие в фестивале «Окна открой!» в Санкт-Петербурге, 1 июля — в мотофестивале «Шторм» в Минске.
16 июня на «Нашем Радио» вышел эфир передачи «Воздух», посвящённый альбому «Здравствуй». Музыканты группы отвечали на вопросы ведущего и исполняли песни с альбома. 26 июня передача появилась в ютьюбе на канале «Наше ТВ».

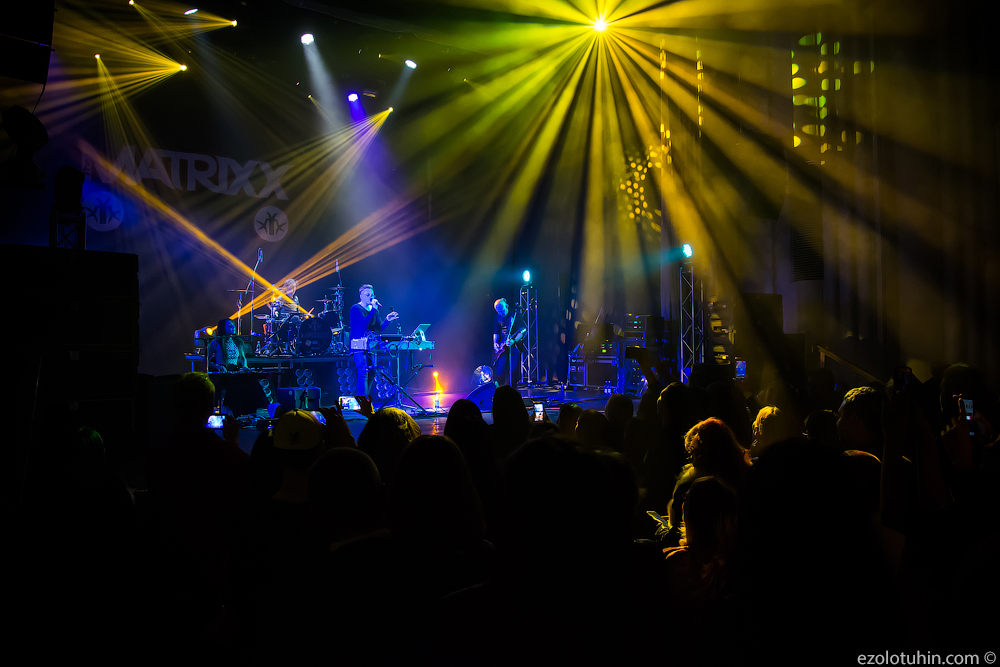
Глеб Самойлов и The Matrixx, концерт в Кемерове, 2018

4 августа The Matrixx выступали на фестивале «Нашествие», поэтому концерты в честь дня рождения лидера группы были перенесены на 10 (Москва) и 12 (Санкт-Петербург) августа соответственно. 18 августа группа в сопровождении Воронежского молодёжного симфонического оркестра выступила на фестивале «Чернозём» с программой «Хиты „Агаты Кристи“ и The Matrixx».
В сентябре группа открыла очередной концертный сезон туром по городам Сибири. В Омске , Новокузнецке и Кемерово прошли концерты в электричестве, а в Новосибирске, Красноярске и Иркутске — в сопровождении симфонического оркестра Lux Aeterna.
20 ноября на НСН состоялась пресс-конференция, в ходе которой Глеб Самойлов сообщил журналистам о выходе программы «Агата Кристи 30: Тёмная сторона». Премьера её прошла 2 декабря в Москве в клубе «Известия-hall» при участии Андрея Котова и Гоши Куценко, а 13 декабря — в Санкт-Петербурге в AURORA CONCERT HALL. Некоторые из композиций «Тёмной стороны» на концертах «Агаты Кристи» не исполнялись или исполнялись редко, другие были изменены или переаранжированы. Программа стал настоящим подарком для многочисленных поклонников раннего периода творчества лидера The Matrixx.
30 ноября группа выпустила сингл с композициями «Поёт душа» и «Поезда, поезда».
В декабре группа продолжила концертный тур по городам России.

### 2019 год
19 января Глеб Самойлов и The Matrixx открыли концертный сезон нового года выступлением в московском клубе «16 Тонн». В трек-лист вошли песни, записанные Глебом Самойловым в составе «Агаты Кристи» и современный материал. Отдельно был представлен авторский ремикс хита «Чёрная луна», «Каменное дно», приближенный к дабстепу, получивший новое название и новое звучание. , на концерте 23 февраля в Риге был исполнен ремикс «Красной Шапочки».
26 января прошёл концерт в Минске, 9 марта — в Калуге.
16 февраля группа приняла участие в церемонии вручения музыкальной премии «Чартова дюжина-2019» в Ледовом дворце в Санкт-Петербурге.
19 и 21 марта в Тюмени и Перми состоялись концерты группы в сопровождении камерного симфонического оркестра «Орфей», параллельно которым музыканты дали несколько подробных интервью местным теле- и радиоканалам, 29 марта — концерт в честь девятилетия группы в клубе «Космонавт» в Санкт-Петербурге.
9 апреля концертом в Одессе начался украинский тур The Matrixx, включавший в себя выступления в Киеве, Харькове, Запорожье, Днепропетровске. Дмитрию Хакимову и Валерию Аркадину въезд на территорию Украины был запрещён, поэтому группа выступала в следующем составе: Глеб Самойлов, Станислава Матвеева, Владимир Елистратов.
20 апреля в ДК имени Горбунова в Москве состоялся концерт, посвящённый девятому дню рождения группы, сюрпризом для поклонников стало появление на сцене Константина Бекрева.
30 апреля группа выступила с концертом в Нижнем Новгороде в сопровождении местного симфонического оркестра, а 3 мая — c большим калининградским областным симфоническим оркестром в Светлогорске.
В мае группа успешно отыграла программу «Тёмная сторона» в Рязани, Сочи и Тель-Авиве (Израиль).
5 июня состоялся концерт Глеба Самойлова и The Matrixx в сопровождении большого симфонического оркестра в Самарской филармонии.

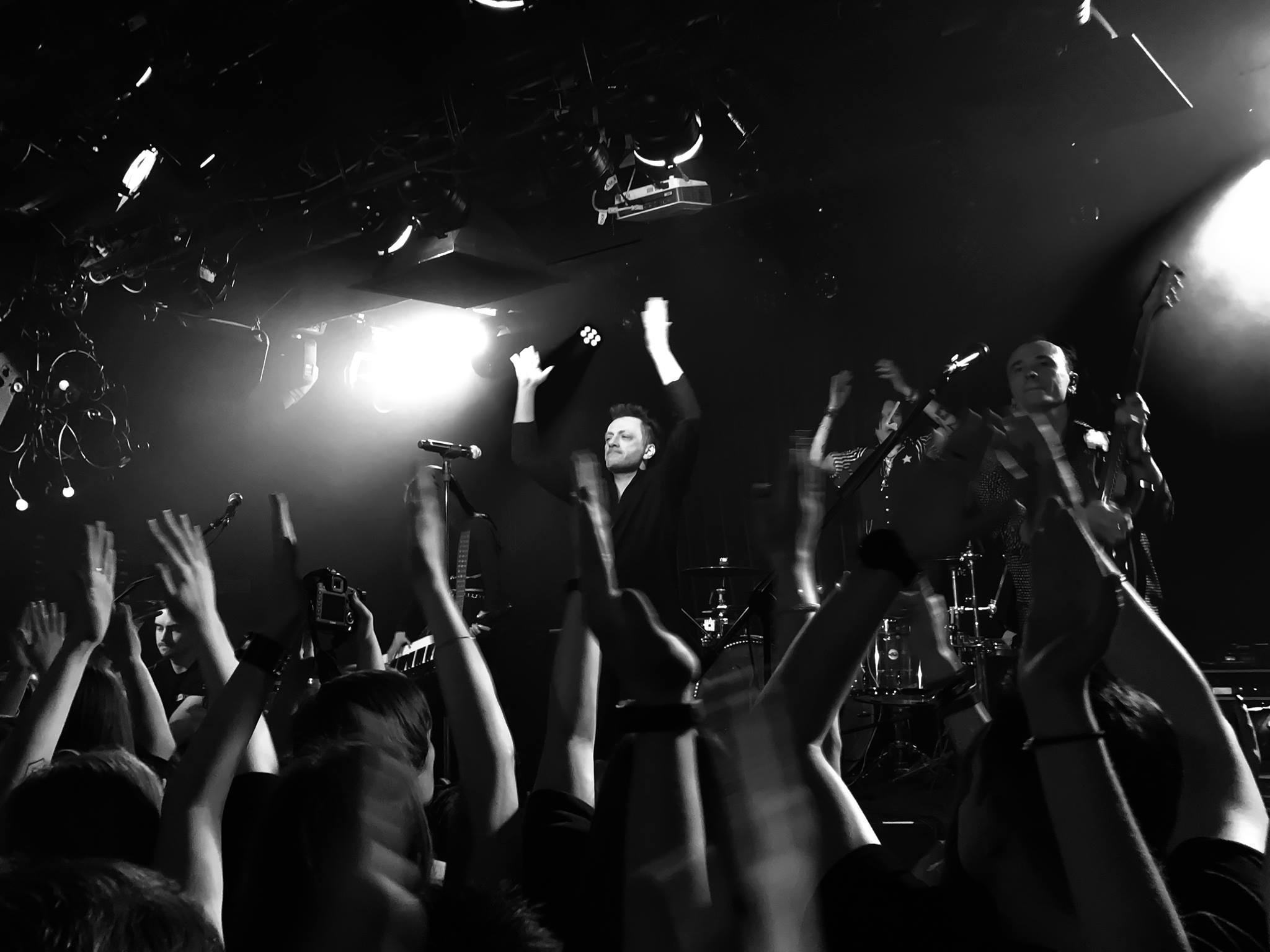
Глеб Самойлов и The Matrixx,2019 год

В конце июня The Matrixx приняли участие в музыкальном мотофестивале «Рок над Вяткой».
В середине лета группа выступила на юбилейном двадцатом рок-фестивале «Нашествие». Сет с симфоническим оркестром «Глобалис» был высоко оценен критиками. По мнению Павла Суркова, Глеб Самойлов и The Matrixx показали «фантастический сет с симфоническим оркестром, очень сложный с точки зрения выведения звука». Критик особо отметил сет-лист. По его словам, это был «отличный микс из сольных песен Самойлова и хитов „Агаты Кристи“, где контрапункт — это жёсткий „Снайпер“ и проникновенная „Никто не выжил“ (с неизменным саксофоном Алексея Могилевского)».
Ежегодные концерты в честь дня рождения лидера группы прошли 12 и 16 августа в ДК им. Горбунова (Москва) и клубе «Alpenhaus»(Санкт-Петербург).
Выступление группы с симфоническим оркестром «Глобалис» 14 ноября в Crocus City Hall было записано на профессиональную аппаратуру, позже в 2020 году был выпущен диск c этой записью.
Последним концертом года стало выступление в московском клубе «16 тонн».

### 2020-е годы
2020 год для команды является юбилейным, в честь чего было объявлено о выходе ЕР и туре, посвящённом десятилетию проекта, но в связи с эпидемией вируса COVID-19 планы пришлось менять. В частности, юбилейный концерт группы состоялся онлайн 10 мая с трансляцией в социальную сеть «ВК». Во время этого концерта Глеб Самойлов исполнил кавер на песню Владимира Высоцкого «Палата наркоманов».
11 января группа приняла участие в передаче «Рок-уикенд» на радио «Маяк».
26 июня состоялся релиз альбома «Концерт с симфоническим оркестром Globalis 14.11.2019». Альбом вышел на физических носителях в формате 2CD+DVD, а также на всех цифровых площадках. Над партитурами для оркестра работали Кирилл Уманский и лидер группы «Голова Муэссы» Владимир Елистратов. Съемкой и монтажом концерта занималась компания «ALL STAR TV» во главе с режиссёром Константином Кукиным. К дискам прилагается красочный многостраничный буклет, а обложка дополнена объёмными фигурками музыкантов группы The Matrixx.

Глеб — это характер. Он способен брать на себя ответственность и отвечать за свои слова. Во многом поэтому проект The Matrixx отмечает в этом году уже своё десятилетие.— Андрей Смирнов, газета «Завтра», 4 августа 2020 года
В августе 2020 года группа дала три крупных концерта: 4 августа фронтмен Глеб Самойлов отметил пятидесятилетие концертом в Москве в «БЕРЕZЫ ПАРК», 6 августа выступила фестивале «Брат 2: Живой Soundtrack», 27 августа состоялся концерт в Санкт-Петербурге «На крыше».
Начало 2021 года для группы ознаменовалось новогодними концертами и выходом ЕР. 25 января на всех цифровых площадках страны стартовал «ЕР2021»(Extended Play), который стал «концептуальным прологом» готовящегося альбома группы. В ЕР вошли две композиции: «Каменное дно», новая версия песни группы «Агата Кристи» «Чёрная луна», и «Лежу в палате наркоманов», гротескное переосмысление песни В. С. Высоцкого «Палата наркоманов». Сведение и мастеринг проходили на студии колледжа Fanshawe Music Industry Arts в Канаде. Звукорежиссёром проекта выступил Максим Чикунов.
19 февраля в Москве в ДК имени Горбунова состоялся концерт «Агата Кристи 33. Тёмная сторона», на котором было объявлено об уходе Станиславы Матвеевой из состава группы. Это случилось по причине проблем со здоровьем. Продолжать играть было опасно для позвоночника и грозило проблемами до конца жизни.
После ухода Станиславы все концерты проходили в формате трио (Глеб, Дмитрий, Валерий) с использованием плейбэка – сэмплов недостающих партий инструментов.
В последние несколько лет музыкантам поступали вопросы насчёт Валерия Аркадина и того, что он стал все меньше появляться вместе с остальными музыкантами. На вопрос одной из поклонниц Дмитрий Хакимов ответил, что «Валерий, по сути, в группе уже давно и не находился полноценно…».
В 2023-м году Валерий официально покинул коллектив. Его заменил гитарист Олег Соколов.
В середине мая 2023 года директор и барабанщик коллектива Дмитрий Хакимов сообщил о том, что группа больше не может использовать на территории Российской Федерации бренд «The Matrixx» в рекламе концертов, как и аналог «Матрица». Это привело к волне слухов и домыслов насчёт возможного попадания группы в перечень музыкантов, чьи выступления в России сочтены нежелательными.
5 февраля 2024 года все интернет-ресурсы группы «The Matrixx», включая официальный сайт и социальные сети, были переименованы в «Глеб Самойлов – Агата Кристи 35». Среди поклонников прижилось сокращённое название «АК - 35», пришедшее на смену «The Matrixx».
В ноябре 2024 года Дмитрий Хакимов заявил, что название гастрольной праздничной программы в честь 35-летия группы «Агата Кристи» не имеет брендинга, «АК - 35» не является новым названием группы. Таким образом, коллектив остался без официального названия.
21 января 2025 года музыканты сделали поклонникам сюрприз, впервые за многие годы собравшись классическим составом «Глеб Самойлоff & The Matrixx» образца 2010-2016 годов (Глеб Самойлов, Дмитрий Хакимов, Валерий Аркадин, Константин Бекрев). Выступление состоялось в рамках праздничного концерта в честь 55-летнего юбилея Дмитрия «Snake» Хакимова.

## Музыкальный стиль
С темой стиля The Matrixx связан курьёзный момент: в многочисленных интервью постоянно повторялся вопрос «Какую музыку вы собираетесь играть?», и Глеб однажды сымпровизировал в ответ: «Неопостготику». После повторения в нескольких интервью это «определение стиля» закрепилось за группой.

В проекте The Matrixx (...) появляется и множество других компонентов. Главный из них — цельное театральное действо, где одинаково большое значение имеет роскошное световое шоу, жестикуляция музыкантов, их костюмы, порядок песен, поэтические вставки, танцевальные номера а-ля «Ласковый май», а также технические «фишки» вроде «кукольного» ревера на голосах в некоторых песнях.— Денис Ступников, Km.ru, 4 мая 2010 года 
В творчестве The Matrixx можно встретить использование самых разных стилей электронной танцевальной музыки. Поэтому критики только приблизительно определяют стиль как дарквейв с нотками металла, техно-дэнс или электроклэш. Например, в «Прекрасном жестоко» есть смешение дарк-электро, тяжелой гитарной музыки и вовсе дискотечных треков вроде «Ласкового мая» или «Аbba», стиль альбома «Живые но мёртвые» определяют как готик-рок, индастриал-метал, электро-индастриал. Альбом «Резня в Асбесте», который критики называли «смесью электроклэша, готики и индастриала», а автор — «готик-пост-панк-роком с примесью дабстепа, драм-н-бейса, транса, брейка и диско», стал как бы точкой перехода звучания группы в сторону экспериментов с электроникой. Альбом «Здравствуй» продолжил эту тенденцию — море эмбиента и даба и «филигранное сведение воедино огромного числа всевозможных видов звуков и гармонии, музыкальных форм и жанров и способов звукоизвлечения», а в 2018 году группа выпустила «Сингл» с двумя экспериментальными композициями.
Автор всех песен группы, Глеб Самойлов, в ответ на вопросы о композиторах и музыкантах, оказавших влияние на его творчество, упоминал Pink Floyd, музыку из советских кинофильмов, Альфреда Шнитке и многое другое.

Сначала появляется музыка, потом текст. Затем я бьюсь над песней: у меня в голове должна сложиться какая-то аранжировка. Потом с нашим клавишником Костей Бекревым делаем демозапись, куда забиваются барабаны в электронном виде, я играю основные гитарные партии, риффы, мы с Костей играем клавиши. Затем я записываю вокал, и мы отдаем запись Диме «Снейк» Хакимову и Валере Аркадину, которые привносят уже что-то свое в это дело, живые барабаны и гитарные соло. В общем, совместное творчество.— Глеб Самойлов, 22 декабря 2012 года

## Тексты группы

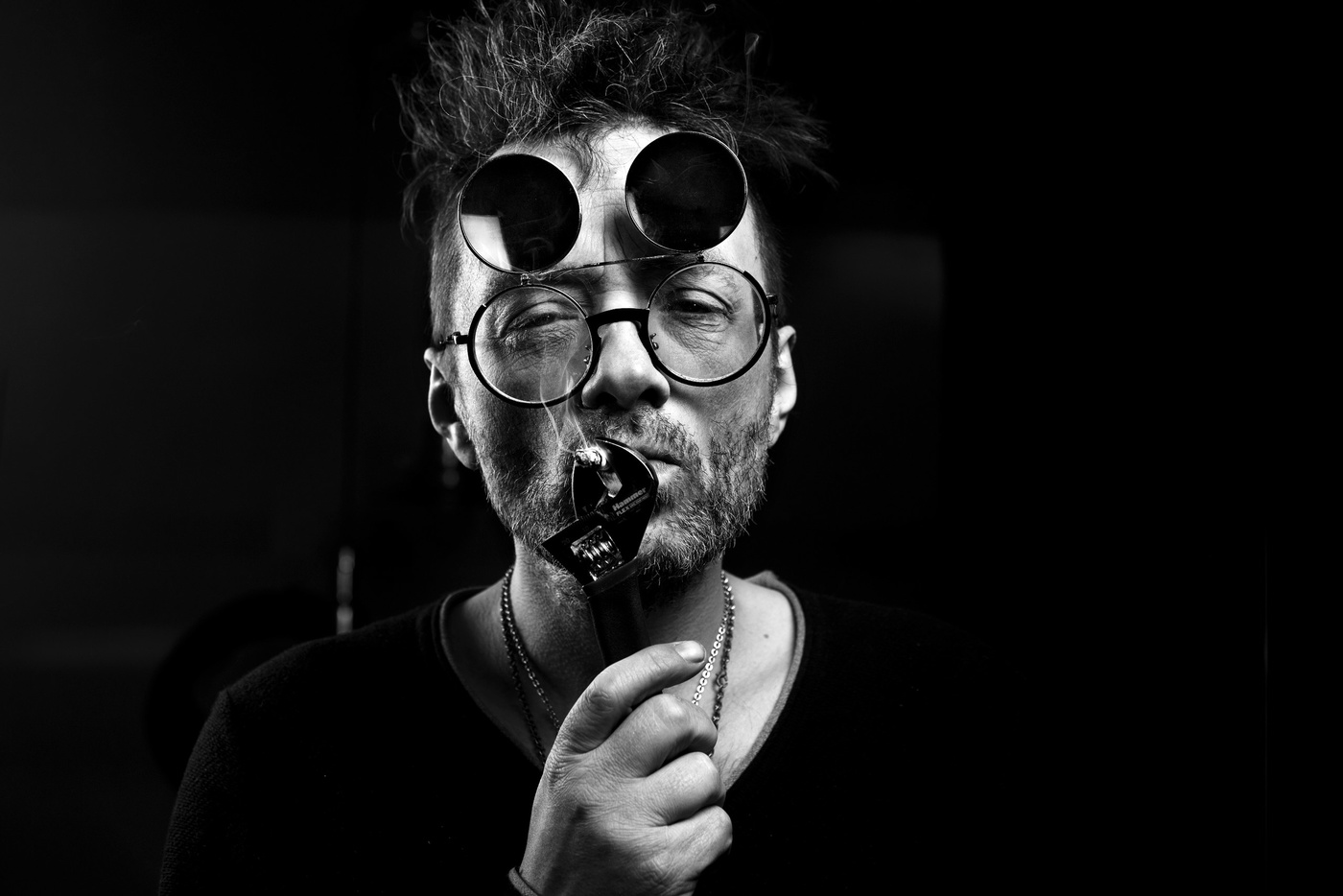
Глеб Самойлов, 2018 год

Песни The Matrixx затрагивают темы любви и дружбы, подростковой тоски, агрессии, снов, противопоставления себя социуму, мизантропии, одиночества, странствий и поисков, алкоголя, различные сексуальные темы, тему отношения к смерти, тему антифашизма , войны, жизни.

И я не за протест вообще, а за то, чтобы не притворяться, когда чувствуешь, что мир вокруг несправедлив. Ещё раз говорю: это касается не только власти, но и высших сил, Вселенной, Бога. Несправедливо все.— Глеб Самойлов, интервью «РБК», 2013 год
После выхода первых альбомов The Mаtrixx многие критики и фанаты были удивлены и разочарованы: «подробный каталог всех возможных пороков». Больше всего нападок вызвали именно тексты (на втором месте оказался имидж музыкантов), раздражало даже «хх» в названии группы. Мнение тех, кому The Matrixx понравилась, сформулировал Денис Ступников: «Сложно согласиться с теми, кто в пух и прах громит тексты „Прекрасного Жестоко“. Очевидно, что Глеб Самойлов экспериментирует с языком».
По поводу текстов альбома «Треш» мнения снова разошлись от «Припев-рефрен „мудацкий фильм — ужастик, мудацкий фильм — порнуха“ можно принять и просто за краткий пересказ основных песен с альбома. Тематика лирики варьируется от педофилии и гомосексуализма до, кажется, просто абсурдного набора слов» до «очень разноплановая и глубокая работа» и «одна из самых интересных и неоднозначных пластинок в отечественной рок-музыке». А по словам самого Глеба тему текстов альбома можно определить тремя словами: «любовь, космос и бомбы».
«Если два первых альбома по своей идейности и тематике были очень близки друг к другу и мало отличались в этом аспекте, то в „Живые но мёртвые“ наметился сдвиг. Социальные и политические темы сократились, но резко возросло присутствие в текстах чего-то личного, стопроцентно понятного только самому автору. Истории о борьбе человека со всем: начиная с самого себя, заканчивая системой. Сам Самойлов объясняет это тем, что в двух предыдущих альбомах он уже достаточно сказал о своих социальных и политических взглядах», писал в рецензии на третий альбом группы Darkermagazine.ru.
Что касается текстов альбома «Живые но мёртвые», то одни критики писали: «сказать о том, что альбом мрачен — это не сказать ничего», а другие — что эти песни дают слушателям «веру не в светлое будущее, а в возможность жить в нашем настоящем и возможность бороться с ним».

Об этих вещах нельзя сказать, что они «нравятся», но к ним иногда почему-то хочется вернуться. Как на место былого преступления, тайно, тщательно оглядевшись по сторонам, чтобы остальные не увидели. То есть, все разом переслушать несколько раз подряд духа не хватит — слишком остро, не всякий даже очень крепкий организм выдержит без последствий, а вот избранные куски сами по себе иногда очень даже ничего. И за всем этим маячат Pink Floyd — вплоть до прямых цитат с уже упомянутым «свинством», с вечными мысленными вопросами в пустоту о том, есть ли здесь кто-то ещё, с жутчайшей жаждой вырваться из нашей серой реальности хотя бы через безумие. Значит, в этом что-то есть. Как минимум талант, как максимум — трезвость и умение смотреть в глаза правде, какова бы она ни была".— Олег Гальченко об альбоме «Резня в Асбесте», «Наш Неформат», 29 сентября 2015 года
О текстах альбома «Здравствуй» писали как о «безупречно литературных» и наполненных аллюзиями и цитатами композициях, лейтмотив которых повторяется в The Matrixx из альбома в альбом: о смертельной любви, конфликте внутреннего человека с внешнем миром и Богом.

## Состав группы

### Участники
- Глеб Самойлов — вокал, семплы, шумы, электрогитара, автор, бас-гитара (2010—настоящее время)
- Дмитрий Snake Хакимов — ударные, e-drums & percussion, директор коллектива (2010—настоящее время)
- Олег Соколов — электрогитара, акустическая гитара, бэк-вокал (2023—настоящее время)

Дополнительный участник
- Владимир (Влад) Елистратов — техник сцены бэк-вокал, перфоманс, оркестровки, клавишные, семплы, электрогитара, труба, дирижёр (сессионное участие) («Голова Муэссы»)
- Ольга Шпнёва — администратор группы, PR & Promo

### Бывшие участники
- Константин Бекрев — клавишные, бас-гитара, бэк-вокал (2010—2016), студийные записи
- Валерий Аркадин — соло-гитара, акустическая гитара, гитарный синтезатор, бэк-вокал (2010—2023)
- Станислава Матвеева — клавишные, бас-гитара, бэк-вокал (2016—2021)

### Сайд-проекты участников
- Глеб Самойлов: совместные записи с «Би-2»[215], Васей Обломовым («Жить всегда»[216]), группами «25/17» при участии Сергея Летова («Дурачок»[217]), «Барто» («Фонорезонатор»[218][219]), «Стимфония» («Последнее желание»), «Голова Муэссы» («Параллельные линии»[105]) и многие другие записи.
- Дмитрий Хакимов: «МЭD DОГ», «НАИВ».
- Валерий Аркадин: группа «НАИВ» (2004—2019).

### Инструменты

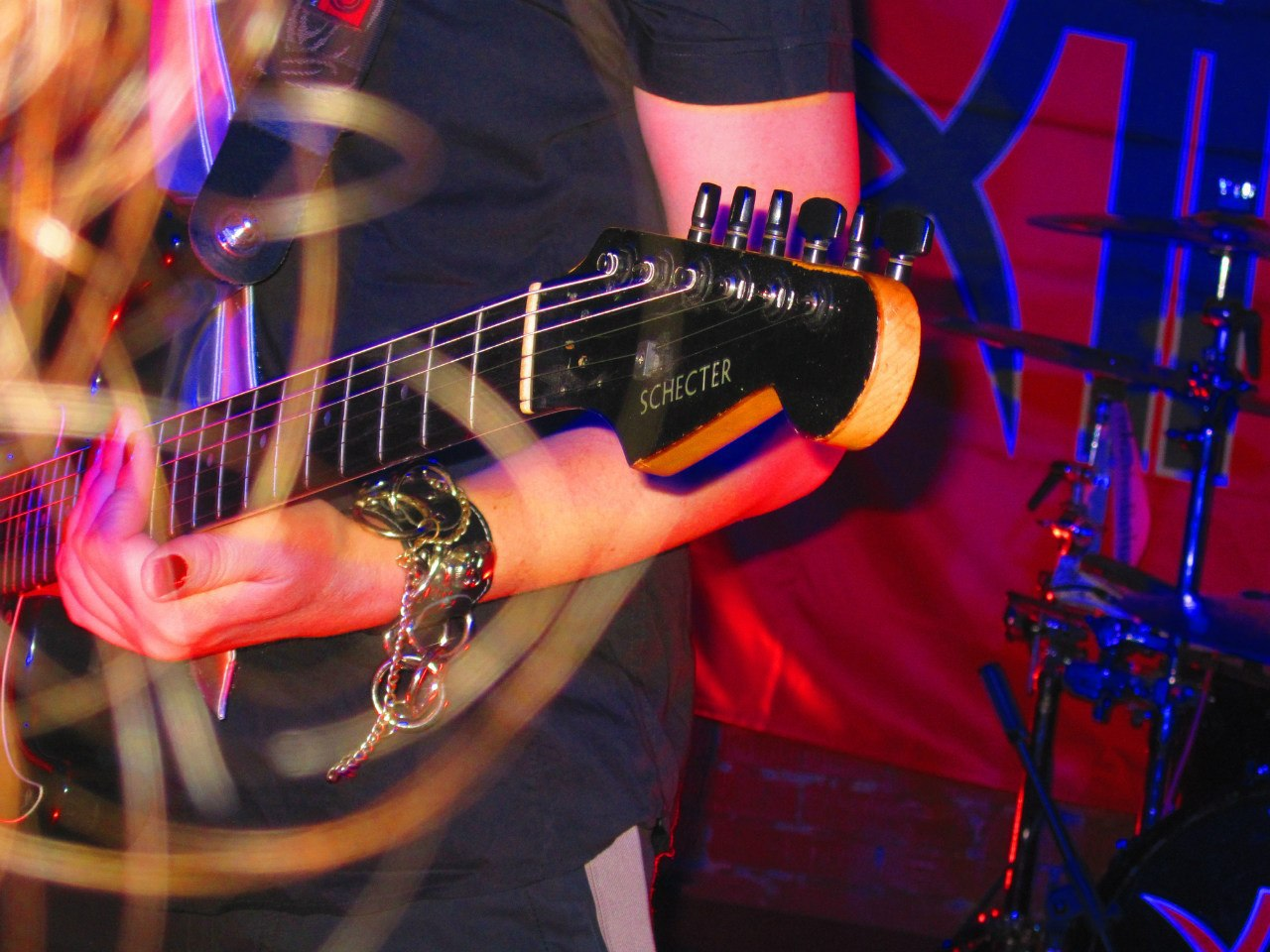
Гитара Schecter, Калуга 2014 год

- Глеб Самойлов — гитара Gibson SG Standard, модуль Roland[источник не указан 2692 дня], гитара фирмы Schecter[220].
- Дмитрий Snake Хакимов является эндорсером фирм AGNER (палочки)[221] и MEINL (тарелки и перкуссия)[222] , использует пэды и модуль Roland.
- Валерий Аркадин — усилители Framus, гитары Gibson, synthesizer SYX-300, техническая поддержка Tubetone.
- Станислава Матвеева — эндорсер фирмы Warwick (бас-гитары и усилители)[223], педали эффектов фирмы Boss, синтезатор Roland AX-Synth.

## Дискография

### Студийные альбомы
- 2010 — «Прекрасное жестоко»
- 2011 — «Треш»
- 2013 — «Живые но мёртвые»
- 2015 — «Резня в Асбесте»
- 2017 — «Здравствуй»

### Акустические альбомы
- 2014 — Light

### Синглы
- 29 апреля 2011 — «Опасность»
- 5 июля 2013 — «Романтика»
- 18 сентября 2013 — «Живые И Мёртвые»
- 20 апреля 2015 — «Свиньи на луне»
- 27 апреля 2015 — «Что будет завтра?»
- 4 мая 2015 — «Танцуй»
- 12 марта 2017 — «Субкоманданте»
- 4 сентября 2017 — «Звезда»
- 30 ноября 2018 — «Поёт душа», «Поезда, поезда»

### EP (Extended Play)
- 25 января 2021 — EP2021 («Каменное дно» (вольный кавер «Агата Кристи» , «Лежу в палате наркоманов» (Высоцкий))

### Видеография

#### DVD
- 15 мая 2011 — Презентация альбома «Прекрасное жестоко»
- 1 октября 2014 — «Глеб Самойлов. Я не изменюсь!»
- 20 июня 2020 — «Концерт с симфоническим оркестром Globalis 14.11.2019»

#### Клипы
| Дата релиза | Название             | Режиссёр                              |
| ----------- | -------------------- | ------------------------------------- |
| 2010        | «Никто не выжил»     | Валерия Гай Германика                 |
| 2010        | «Любовью»            | Артём Пугач                           |
| 2011        | «Делайте бомбы»      | Дмитрий Чернов                        |
| 2012        | «Космос»             | Владимир «Светозар» Маслаков          |
| 2012        | «Мы под огнём»       | Игорь Бронников                       |
| 2013        | «Романтика»          | Сергей Люлин                          |
| 2014        | «Космический десант» | Екатерина и Вадим Шатровы             |
| 2014        | «Партизаны»          | Андрей Ковандо                        |
| 2015        | «Живой»              | Евгений Левкович                      |
| 2015        | «Добрая песня»       | Дмитрий Звягин                        |
| 2017        | «Звезда»             | Нина Дягилева, Данила Зотов и Ася Фри |

#### Видеоколлажи
| Дата релиза | Название         | Режиссёр          |
| ----------- | ---------------- | ----------------- |
| 2018        | «Маяковский»     | Алеся Маньковская |
| 2018        | «Если ты знаешь» | Алеся Маньковская |
| 2018        | «Поезда»         | Алеся Маньковская |